# Le Bénévole
Pour plus de détails, voir Fiche technique et Distribution.
Le Bénévole est un film français réalisé par Jean-Pierre Mocky, sorti en 2007. C'est un des derniers films de Michel Serrault, et son onzième chez Mocky.

## Synopsis
Dans une ville méditerranéenne, l'association de bénévoles « la Rescousse » attend un nouveau directeur. Un ancien syndicaliste, Birgos, évadé d'un asile avec Cléo, une autre internée, est pris pour le remplaçant.
Alors que les bénévoles sont utilisés comme main-d'œuvre gratuite par le maire et un mafieux local, Don Frisco, Birgos crée le syndicat des bénévoles et exige rémunération pour leurs travaux. Il a le soutien du commissaire « Trépied » (il doit s'asseoir toutes les dix secondes et promène un trépied) mais gêne ceux qui profitaient de la situation, tandis que son psychiatre, le docteur Museau, veut le ramener à l'asile.

## Fiche technique
- Titre : Le Bénévole
- Réalisation : Jean-Pierre Mocky
- Scénario : Jean-Pierre Mocky et André Ruellan
- Photographie : Edmond Richard
- Montage : Eric Carlier et Jean-Pierre Mocky
- Production : Pathé et Mocky Delicious Products
- Musique : Vladimir Cosma
- Pays d'origine :  France
- Format : couleur
- Genre : comédie
- Durée : 87 minutes
- Dates de sortie : 
  - France : 17 juin 2006 (Festival du Cap d'Agde) ; 16 mai 2007 (sortie nationale)

## Distribution
- Michel Serrault : Birgos
- Bruno Solo : Jo
- Bernard Farcy : le commissaire Trépied
- Jean-Claude Dreyfus : Docteur Museau
- Yvan Le Bolloc'h : Don Frisco
- Féodor Atkine : le maire
- Samantha Benoît : Cléo
- Plastic Bertrand : l'archevêque
- Freddy Bournane : Serpentin (as Fred Bournane)
- Dominique Zardi : le collègue de Jo
- Jean Abeillé : le directeur ventriloque
- Michel Francini : Grignolet
- Yann Moix : l'ancien directeur
- Jean-François Malet : l'architecte
- Jean « José » Exposito : Monsieur Mario
- Roger Knobelspiess : Franck
- Christian Chauvaud : Ernest

## Autour du film
- Le tournage, en 2005, a eu lieu à Agde (Hérault).
- Diffusé en tournée dans quelques dizaines de salles en France, puis dans la salle de Jean-Pierre Mocky à Paris, le Brady, Le Bénévole n'a pas eu de sortie dans les réseaux de salles et sera directement édité en DVD en septembre 2007.
- Birgos est un ancien de Force ouvrière, où il était un proche de Marc Blondel.
- Il s'agit de la dernière collaboration entre Jean-Pierre Mocky et Michel Serrault, dont c'était le onzième rôle - plus une figuration à ses débuts - chez Mocky.
- Le Bénévole est le dernier film de Michel Serrault, sorti de son vivant, et Serrault mourra deux mois après la sortie.